# Martinus Lengele

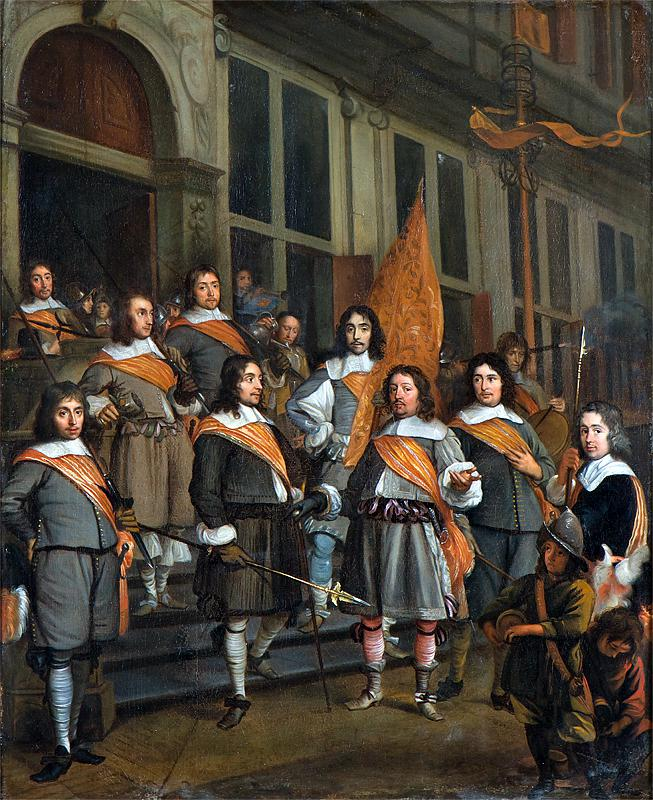
The Officers of the Orange Banner in The Hague, 1660, Haags Historisch Museum.

Martinus Lengele ou Maerten Lengele, né en 1604 à La Haye, et mort le 27 mai 1668 à Paris, est un peintre de portraits de l'âge d'or néerlandais.

## Biographie
Martinus Lengele est né en 1604 à La Haye.
Il est membre de l'académie de La Haye de 1656 à 1665 et en devient le directeur. En 1650, il peint un grand tableau d'arquebusiers pour la maison de tir aujourd'hui disparue.
Martinus Lengele meurt le 27 mai 1668 à Paris.

## Œuvres
- Un membre de la famille Beaufort, musée de La Haye[1].
- Portrait de dame, musée de La Haye[1].
- Portrait de Berestyn, Budapest  [1].
- Jeune guerrier, La Haye musée communal[1].
- Portrait de femme, La Haye musée communal[1].